# Jerson Cabral
Jerson Cabral (Róterdam, 3 de enero de 1991) es un futbolista neerlandés que juega en la posición de delantero para el F. C. Volendam de la Eerste Divisie.

## Carrera
Cabral debutó profesionalmente con el Feyenoord el 8 de agosto de 2010 en reemplazo de Diego Biseswar en el minuto 51 en el partido que jugaron como locales contra el FC Utrecht por la Eredivisie, el cual terminaron ganando por 3 a 1. El 27 de agosto de 2010 Cabral hizo su debut europeo, reemplazando a Tim de Cler en el minuto 82 en el partido de visita contra el K. A. A. Gante en la Liga Europa de la UEFA.

## Selección nacional
Ha sido internacional con la selección de fútbol sub-21 de los Países Bajos.

### Participaciones Internacionales
| Mundial                                   | Sede    | Resultado    |
| ----------------------------------------- | ------- | ------------ |
| Campeonato Europeo de la UEFA Sub-19 2010 | Francia | Primera fase |

## Clubes
| Club                      | País         | Año       |
| ------------------------- | ------------ | --------- |
| Feyenoord                 | Países Bajos | 2010-2012 |
| F. C. Twente              | Países Bajos | 2012-2016 |
| ADO Den Haag (cedido)     | Países Bajos | 2013-2014 |
| Willem II (cedido)        | Países Bajos | 2014-2015 |
| S. C. Bastia              | Francia      | 2016-2017 |
| Sparta Rotterdam (cedido) | Países Bajos | 2017      |
| P. F. C. Levski Sofia     | Bulgaria     | 2017-2019 |
| Pafos F. C.               | Chipre       | 2019-2021 |
| Ionikos de Nicea          | Grecia       | 2021-2022 |
| Ionikos de Nicea          | Grecia       | 2023      |
| Kalamata F. C.            | Grecia       | 2023      |
| F. C. Volendam            | Países Bajos | 2025-     |